# Крачило Микола Павлович
Мико́ла Па́влович Крачи́ло (* 21 березня 1936, село Карасинівка, нині Козелецького району Чернігівської області — † 2002, Чернівці) — український географ. Доктор географічних наук. Професор.

## Біографічні відомості
Закінчив 1953 року Козелецьку районну середню школу, 1958 року географічний факультет Київського університету. Працював учителем середньої школи в селі Голосків Кам'янець-Подільського району.
Від 1964 року і майже до останніх своїх днів Микола Крачило працював у Чернівецькому університеті на посадах викладача, старшого викладача, доцента, професора кафедри економічної географії та екологічного менеджменту.
1992 року Крачило захистив докторську дисертацію «Економіко-географічні проблеми туризму та його ефективність (питання теорії, методики та практики)». Микола Павлович присвятив туризму чимало наукових праць, серед яких монографія «Основы туризмоведения» (1980) і навчальні посібники «География туризма» (1987), «Краєзнавство і туризм» (1994).